# Leucorchestris arenicola
Leucorchestris arenicola ist eine in der namibischen Wüste endemische Spinnenart aus der Familie der Riesenkrabbenspinnen (Sparassidae). Ausgewachsene Tiere erreichen einen Durchmesser von etwa 10 cm und wiegen etwa 5 g. Die heißen Sonnenstunden verbringen die Tiere geschützt am Ende von 30–40 cm langen Wohnröhren unter der Sandoberfläche. In den Nachtstunden verlassen sie die Wohnröhren zur Nahrungs- und Partnersuche und entfernen sich dabei bis zu 100 Meter von ihrem Standort.
Die Spinne kommuniziert durch Trommeln der Vorderbeine auf der Sandoberfläche und kann diese Vibrationen über mehrere Meter weit spüren. Die rhythmischen Bewegungen verhalfen Leucorchestris arenicola zu ihrem Trivialnamen Dancing White Lady.

## Weitere Arten
Als White Lady werden noch einige andere Spinnenarten bezeichnet. Oft wird die – ebenfalls aus der Namib stammende – Afrikanische Radspinne Carparachne aureoflava neben ihrem üblichen Trivialnamen Wheel Spider auch (Dancing) White Lady Spider genannt, und in der Terraristik werden auch die Arten der Gattung Cerbalus, die in Nordafrika und dem Nahen Osten vorkommen, als White Lady bezeichnet.